# Juan José Oroz
Juan José Oroz Ugalde (Pamplona, 11 luglio 1980) è un dirigente sportivo ed ex ciclista su strada spagnolo. Ciclista professionista dal 2006 al 2014, dal 2020 ricopre l'incarico di manager del team Equipo Kern Pharma.

## Carriera
Debutta tra i professionisti nel 2006 con il Team Kaiku. L'anno successivo si accasa all'Orbea, squadra satellite dell'Euskaltel-Euskadi: il suo passaggio al team "maggiore" avviene nel mese di maggio dello stesso anno. Rimane all'Euskaltel fino alla dismissione della squadra, avvenuta a fine 2013; lascia a sua volta il professionismo a fine 2014, dopo una stagione che lo vede imporsi, in maglia Burgos-BH, in una frazione del Tour de Korea.
Pur non avendo ottenuto successi in Europa, in carriera ha partecipato a due edizioni del Giro d'Italia e a quattro edizioni sia del Tour de France che della Vuelta a España, mettendosi spesso in evidenza con fughe da lontano. Inoltre tra ottobre 2007 ed aprile 2008 è stato l'unico ciclista professionista a portare a termine tutte le classiche monumento (Giro di Lombardia, Milano-Sanremo, Giro delle Fiandre, Parigi-Roubaix e Liegi-Bastogne-Liegi).
Dopo il ritiro dalle corse è diventato direttore sportivo del team dilettantistico navarro Lizarte, emanazione della Asociación Deportiva Galibier di Orkoien; dal 2020 è anche manager della formazione UCI Equipo Kern Pharma, anch'essa patrocinata dall'AD Galibier.

## Palmarès
- 2002 (Bideki)

4ª tappa Vuelta a Salamanca
- 2005 (Equipo Amateur Caja Rural)

Bayonne-Pamplona
- 2014 (Burgos-BH, una vittoria)

3ª tappa Tour de Korea (Muju > Gurye)

## Piazzamenti

### Grandi Giri
- Giro d'Italia

2011: ritirato (15ª tappa)
2012: 51º
- Tour de France

2008: 103º
2009: 107º
2010: non partito (7ª tappa)
2013: 78º
- Vuelta a España

2010: 56º
2011: 50º
2012: 50º
2013: 46º

### Classiche monumento
- Milano-Sanremo

2008: 144º
2010: 43º
2011: 57º
2012: ritirato
- Giro delle Fiandre

2008: 50º
2013: 91º
- Parigi-Roubaix

2008: 91º
2013: ritirato
- Liegi-Bastogne-Liegi

2008: 52º
2009: ritirato
2010: 40º
- Giro di Lombardia

2007: 92º
2010: ritirato
2013: ritirato